# Computers and Electronics in Agriculture
Computers and Electronics in Agriculture (Comput. Electron. Agr., COMPAG) ist eine wissenschaftliche Fachzeitschrift, die sich mit dem Einsatz von Informatik und Elektronik in der Landwirtschaft beschäftigt. Sie erscheint seit 1985.